# Pörndorf (Aldersbach)
Pörndorf ist ein Ortsteil der Gemeinde Aldersbach im niederbayerischen Landkreis Passau.

## Lage
Das Pfarrdorf Pörndorf liegt etwa fünf Kilometer westlich von Aldersbach an der Staatsstraße 2083 im unteren Vilstal am Vilskanal, einem Nebenarm der Vils, die hier zahlreiche Mäander bildet.

## Geschichte
Bewohner von Perindorf traten zu Anfang des 12. Jahrhunderts wiederholt als Zeugen auf. Um 1140 überwies ein Reginolt de Perindorf zwei Leibeigene eines Eberlaun auf dessen Ansuchen dem Kloster Aldersbach. 1287 war Reinold de Perndorf, Ministeriale der Grafen von Hals, Zeuge vor dem Kloster Osterhofen.
Die Grundherrschaft ohne Gerichtsbarkeit war dann bis ins 19. Jahrhundert in den Händen der Closen von Haidenburg. 1855 zählte der Ort 34 Häuser. 1856 wurde in Pörndorf eine Frühmessleserstelle eingerichtet, 1920 kam die Erhebung zur Pfarrei. Ein Teil der Gemeinde Eggersdorf wurde im Jahr 1946 eingegliedert. Die Gebietsreform in Bayern brachte am 1. Juli 1972 die Eingemeindung der Gemeinde Pörndorf mit den Orten Haidach, Haideck, Heinrichsdorf, Holzhausen, Moos und Reit nach Aldersbach. Vorher gehörte Pörndorf zum Landkreis Eggenfelden.

## Sehenswürdigkeiten
- Die spätromanische Pfarrkirche St. Bartholomäus aus dem 12. Jahrhundert besitzt ein spätgotisches Kirchenschiff aus dem 15. Jahrhundert. Sie wurde im 17. Jahrhundert barockisiert. Ihre Ausstattung ist barock und modern.
- Bemerkenswert sind auch einige Blockbaubauernhäuser aus dem 19. Jahrhundert sowie eine Keltenschanze westlich des Ortes.
- In der Liste der Baudenkmäler in Aldersbach sind für Pörndorf zehn Baudenkmale aufgeführt.

## Persönlichkeiten
- Franz Xaver Eggersdorfer (1879–1958), römisch-katholischer Prälat, Politiker und Hochschullehrer
- Alois Furtner (1936–2020), römisch-katholischer Prälat und Wallfahrtsrektor in Altötting